# August Mutzenbecher

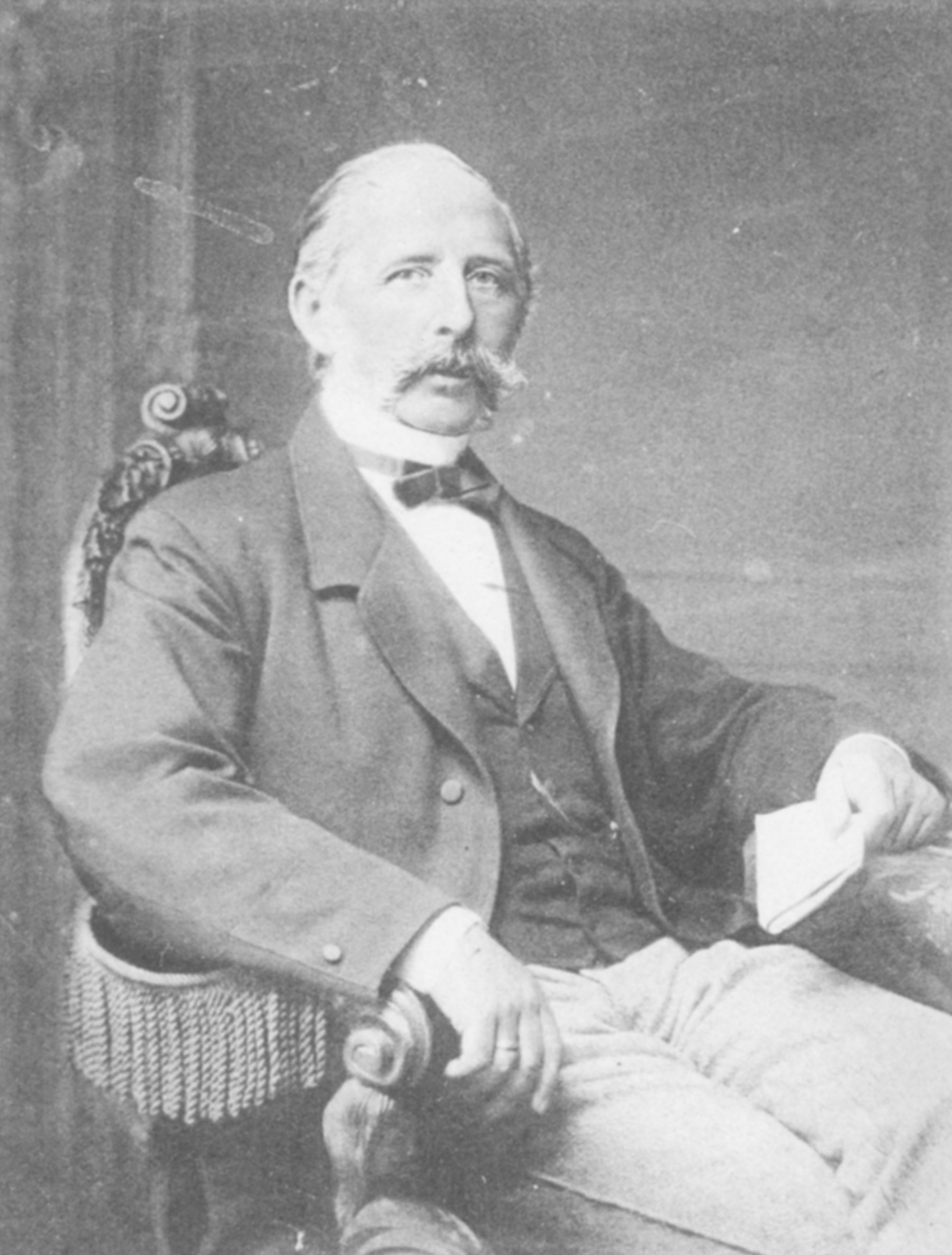
August Mutzenbecher

(Heinrich) August (Julius) Mutzenbecher (* 6. Juni 1826 in Oldenburg; † 21. August 1897 ebenda) war ein deutscher Verwaltungsjurist und Staatsrat im Großherzogtum Oldenburg. 

## Leben
August Mutzenbecher stammte aus dem oldenburgischen Zweig der hamburgischen Kaufmannsfamilie Mutzenbecher und war der älteste Sohn des oldenburgischen Regierungspräsidenten Friedrich Mutzenbecher. Wilhelm Mutzenbecher und Adolf Mutzenbecher waren seine jüngeren Brüder. Er besuchte das Alte Gymnasium Oldenburg bis zum Abitur 1845 und studierte bis 1848 Rechtswissenschaften an den Universitäten Heidelberg, Berlin und Göttingen. Nach Abschluss seines Studiums trat er in den oldenburgischen Staatsdienst ein. Er war zunächst Auditor in der Amtsverwaltung Ganderkesee und in der  Ministerialkanzlei. 1853 wurde er Sekretär im Staatsministerium in Oldenburg; 1854 kam er als juristischer Hilfsarbeiter zur Regierung für das zum Großherzogtum Oldenburg gehörende Fürstentum Lübeck in Eutin.
1855 kam er zurück in das Staatsministerium und wechselte 1856 zur großherzoglichen Regierung über. Hier wurde er 1857 Regierungsassessor und 1863 Regierungsrat. Er war Mitglied der Kommission zur Entscheidung von Kompetenzkonflikten und der Kommission zur Wahrnehmung der staatlichen Rechte hinsichtlich der katholischen Kirche.
1869 wurde er Vortragender Rat im Departement des Innern und gleichzeitig Referent für Militärangelegenheiten beim Departement der Justiz. 1873 wurde er zum Oberregierungsrat und 1892 zum Geheimen Staatsrat ernannt.
Von 1890 bis 1897 war er Aufsichtsratsvorsitzender der Oldenburgischen Landesbank und von Mai 1892 bis zu seiner Pensionierung am 1. Oktober 1895 auch Präsident der Schulaufsichtsbehörde, des Evangelischen Oberschulkollegiums.
Seit 1857 war er verheiratet mit Olivia, geb. Migault  (1836–1922), der Tochter des Bremer Kaufmanns Gerhard Friedrich Migault (1806–1898) und seiner Ehefrau Malvine Henriette geb. Focke (1811–1878). Das  Paar hatte drei Söhne und eine Tochter. Der jüngste Sohn des Paares war der spätere Reichsbahndirektor Julius Mutzenbecher.
August Mutzenbecher verfasste eine Biographie seines Großvaters Esdras Heinrich Mutzenbecher und eine große Anzahl von Artikeln für die Allgemeine Deutsche Biographie.